# Yosemite Lakes
Yosemite Lakes é uma Região censo-designada localizada no estado americano da Califórnia, no Condado de Madera.

## Demografia
Segundo o censo americano de 2000, a sua população era de 4160 habitantes.

## Geografia
De acordo com o United States Census Bureau tem uma área de 54,4 km², dos quais 54,2 km² cobertos por terra e 0,2 km² cobertos por água.

## Localidades na vizinhança
O diagrama seguinte representa as localidades num raio de 40 km ao redor de Yosemite Lakes.